# 쇼와 기지

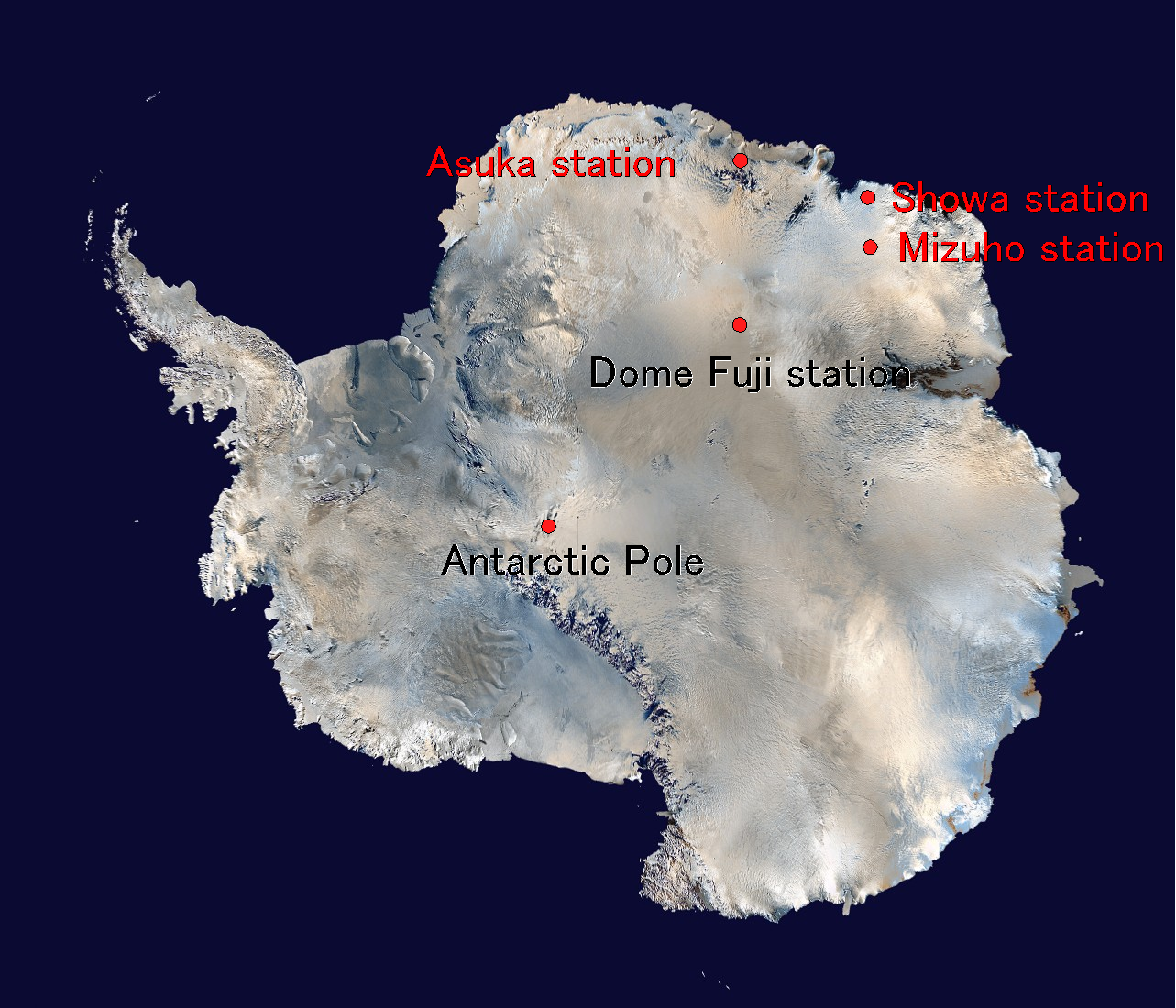
쇼와 기지의 위치

쇼와 기지(일본어: 昭和基地 쇼와키치[*])는 남극 이스트 옹굴 섬에 있는 일본의 관측 기지이다. 기지의 이름은 건설된 시대의 연호 쇼와에서 따왔다.

## 같이 보기
- 남극 기지